# Boutonne
La Boutonne è un fiume della Francia, affluente di destra della Charente.
Scorre nei dipartimenti delle Deux-Sèvres e della Charente Marittima, nella regione della Nuova Aquitania.
È il più lungo affluente di destra della Charente (98,8 km) e uno dei suoi principali immissari anche per portata.

## Idrografia e percorso
Il suo bacino idrografico si estende su una superficie di 1.320 km² e nel territorio di 41 comuni. È suddiviso in tre parti, che corrispondono a differenti settori della sua valle fluviale: il bacino a monte, bacino medio e bacino a valle.
La sorgente si trova nella parte sud-orientale del dipartimento delle Deux Sèvres, nel comune di Chef-Boutonne, il cui toponimo (con il significato di "testa della Boutonne") si riferisce proprio alla presenza della sorgente. Questa corrisponde ad una fontana nel cuore dell'abitato, a 85 m di altitudine.
Lungo il suo corso superiore, interamente nel dipartimento delle Deux-Sèvres, il fiume è ingrossato da numerosi piccoli affluenti.
A Brioux-sur-Boutonne, alla confluenza del ruscello dell'Aiguière, dopo un percorso di 13 km è scesa ad un'altitudine di 51 m. Riceve quindi l'apporto della Béronne e della Belle, i principali affluenti di destra di questo settore. Più a valle, a Chizé raggiunge l'altitudine di 37 m.
Nel successivo medio corso il percorso del fiume inizia a divenire sinuoso. Entra nel dipartimento della Charente-Maritime e la sua valle intacca l'altopiano calcareo della Saintonge, ad un'altitudine tra i 33 m e i 16 m. Lungo questo tratto il corso del fiume presenta numerose piccole isole e riceve diversi ruscelli come affluenti, soprattutto di sinistra. L'affluente più importante di questo tratto è la Nie, che vi confluisce tra Saint-Julien-de-l'Escap e Saint-Jean-d'Angély.
A monte di Saint-Jean-d'Angély, nella località detta Pointe Garnaud, il fiume si divide in due bracci, che delimitano una piccola isola a sud della città e si ricongiungono a valle della chiusa di Bernouët, dopo il sito in cui sorgeva il porto fluviale, del quale è ancora visibile un piccolo molo in pietra.
A valle, il basso corso del fiume è navigabile per una lunghezza di 31 km, grazie alle sistemazioni realizzate tra il 1804 e il 1808.
A circa 1 km a monte di Tonnay-Boutonne il fiume riceve le acque del suo principale affluente di destra, la Trézence. Il corso del fiume attraversa un vasto territorio paludoso. L'altitudine varia tra 8,80 m alla chiusa di Bernouët di Saint-Jean-d'Angély e 2 m alla diga a traverse mobili di Carillon. Circa un km a valle il fiume confluisce nella Charente, preceduto dal ponte di Carillon, che permette l'attraversamento della strada dipartimentale n.124.

### Affluenti
- Riva destra:

Percorso della Boutonne

  - ruscello Aiguière (confluenza a Brioux-sur-Boutonne
  - Béronne
  - Belle
  - Trézence
- Riva sinistra:
  - Brédoire (confluenza a Nuaillé-sur-Boutonne)
  - Saudrenne
  - Padôme (confluenza a Vervant
  - Nie (confluenza a Saint-Julien-de-l'Escap)

### Comuni attraversati
- Dipartimento delle Deux-Sèvres:
  - Chef-Boutonne (sorgente)
  - Brioux-sur-Boutonne
  - Chizé
  - Le Vert

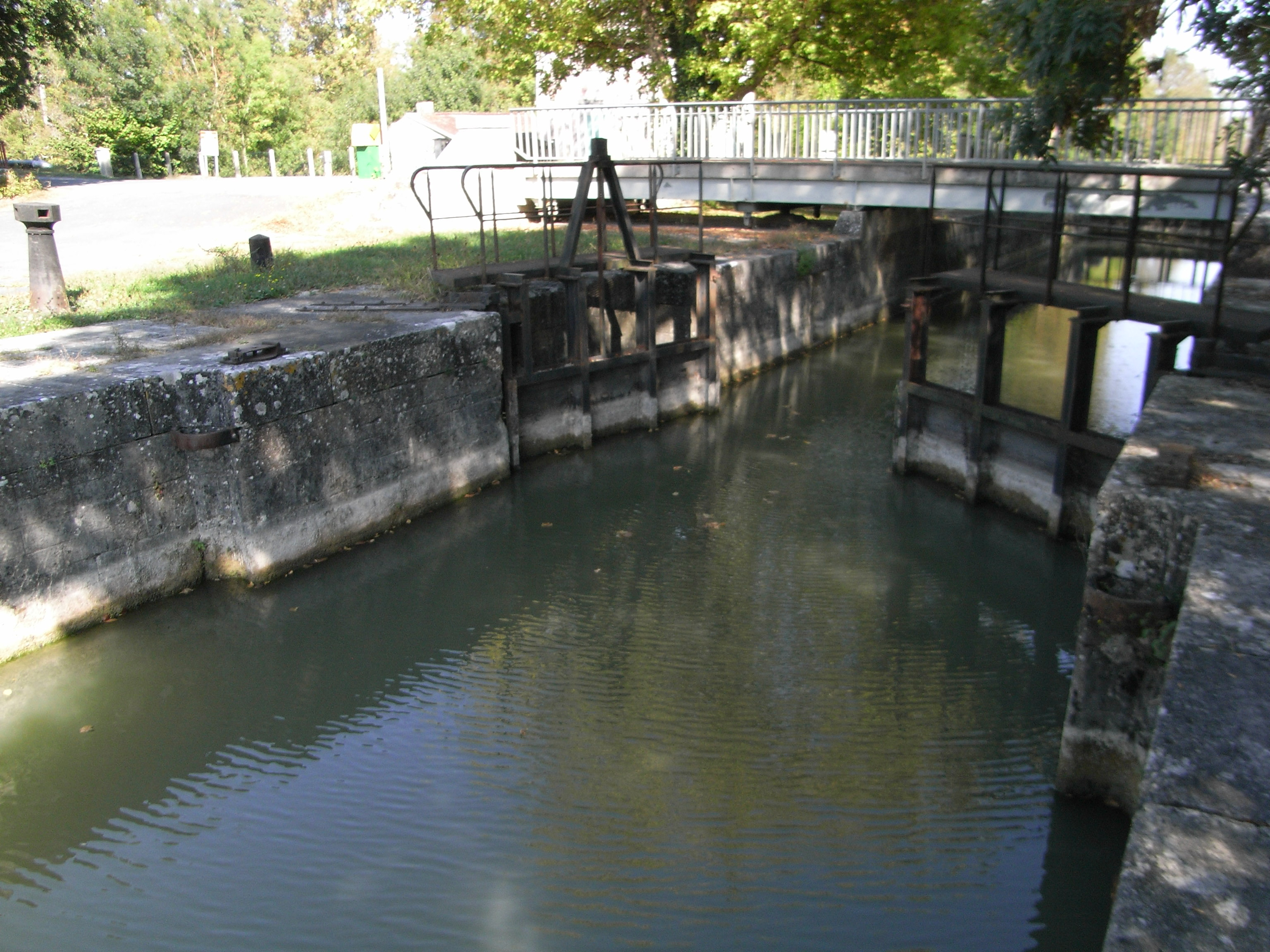
Chiusa di Bel-Ébat sulla Boutonne a Tonnay-Boutonne

- Dipartimento della Charente Marittima
  - Saint-Séverin-sur-Boutonne
  - Dampierre-sur-Boutonne
  - Antezant-la-Chapelle
  - Saint-Jean-d'Angély
  - Tonnay-Boutonne
  - Cabariot

## Storia
Il fiume attraversava anticamente la selva d'Argenson, che serviva da frontiera naturale tra le popolazioni galliche dei Pictoni a nord e dei Santoni a sud.
Nel Medioevo fu utilizzata come arteria fluviale commerciale, in rapporto alla Charente. L'approdo principale era Saint-Jean-d'Angély, strettamente legato al porto di Tonnay-Charente.
Nel corso del XVIII secolo, la via fluviale venne utilizzata per l'approvvigionamento del grande porto militare di Rochefort: vi venivano trasportati cereali, vino, legname e polvere da sparo; si trasportava inoltre il cognac destinato all'esportazione verso la Gran Bretagna. Il corso inferiore del fiume, a partire da Saint-Jean-d'Angély venne sistemato tra il 1804 e il 1808 per favorire la navigazione.
La navigazione cessò alla fine del XIX secolo, in seguito alla creazione nel 1878 di una linea ferroviaria tra Saint-Jean-d'Angély e Taillebourg.
Lungo il suo percorso sorgevano inoltre numerosi mulini: i mugnai disponevano generalmente sia di un mulino ad acqua, sia di un mulino a vento, per poter operare anche nei ricorrenti periodi di magra del fiume.
Recentemente si sono sviluppate attività ricreative (pesca e canoa/kayak, nel bacino di slalom di Bernouët a Saint-Jean-d'Angély) e il turismo.